# Sint-Amanduskerk (Antwerpen)
De Sint-Amanduskerk is een kerk in het noorden van de Belgische stad Antwerpen. De kerk is gewijd aan Sint-Amandus.

## Architectuur
De Sint-Amanduskerk is gebouwd in neogotische stijl en heeft een toren van ongeveer 68 meter hoogte. Het middenschip wordt gesteund door steunbogen of luchtbogen. De kerk heeft drie portalen met wimbergen aan de voorkant. Het interieur wordt gedekt door kruisribgewelven. Gebrandschilderde ramen sieren voornamelijk het koor dat een marmeren vloer heeft. Verscheidene voorstellingen van Sint-Amandus treft men aan in het hoogkoor. De kerk maakt deel uit van het oeuvre van de Belgische architect Lodewijk Baeckelmans.

## Geschiedenis
De bevolking van de wijk Stuivenberg breidde in de 19de eeuw sterk uit, waardoor het aantal gelovigen van de Sint-Willibrordusparochie toenam. Men overwoog daarom om de parochie te splitsen. Op 2 december 1862 diende de kerkfabriek van Sint-Willibrordus een aanvraag in tot het oprichten van een nieuwe parochie.
Langzaamaan werden de nodige financiële middelen vrijgemaakt, onder meer door het stadsbestuur, het provinciebestuur, de kerkfabriek, en door weldoeners die gelden en grond schonken. Reeds op 29 oktober 1863 was de familie Collin bereid gronden te schenken voor de bouw van een nieuwe kerk. Op 28 december 1864 bekwam men de toelating tot de oprichting van de nieuwe parochie. Door Karel Domien Daems, onderpastoor van Sint-Willibrordus, werd Sint-Amandus gekozen als patroon.
In het najaar van 1865 maakte architect Lode Baeckelmans een eerste plan, dat nadien nog in belangrijke mate werd gewijzigd. Zo ontwierp hij aanvankelijk de kerk met een toren boven de hoofdingang; in een later stadium plaatste hij de toren naast de kerk, tegenover de Geraniumstraat, wat vrij uitzonderlijk was. Vier jaar later, op 20 september 1869, werd de definitieve toelating voor de bouw verleend. De werken werden uitbesteed aan aannemer De Legh uit de Sint-Michielsstraat 15 in Antwerpen.
Doordat de bouwgrond 2,75 meter beneden het straatniveau lag, moest de kerk uitgerust worden met hoge grondvesten. Die werden onmiddellijk geconstrueerd en in het voorjaar van 1870 begon men aan het gebouw zelf. Anderhalf jaar later, op 8 november 1871, terwijl de kerk in opbouw was, overleed de 36-jarige bouwmeester Lode Baeckelmans zeer plotseling na slechts één dag ziekte. Zijn oudere broer, Frans, die een autodidact bouwmeester was, werd door de kerkfabriek aangesteld om de voltooiing op zich te nemen.
Drie jaar later, op zaterdag, 5 december 1874, werd de kerk ingezegend door Monseigneur Pierre-Joseph-François Sacré (1825-1895), pastoor-deken van de kathedraal. Pas na de voltooiing van het hoofdaltaar zou men kunnen overgaan tot de eigenlijke wijding van de kerk, waarvoor men moest wachten tot 1902. In tussentijd overleed in 1896 de tweede architect, Frans Baeckelmans. De uiteindelijke afwerking werd dan toevertrouwd aan Jules Bilmeyer, een leerling van de overleden bouwmeester.
De consacratie van de kerk gebeurde zo zeven jaar na de dood van Monseigneur Sacré, op woensdag 8 oktober 1902. Ze werd voorgegaan door Petrus Lambertus Goossens, kardinaal-aartsbisschop van Mechelen. In de loop van de volgende jaren werd de kerk begiftigd met meubelen, glasramen, preekstoel en zijaltaren. Deze laatste dateren van omstreeks 1931.
Een aantal glasramen dateert van de beginperiode, maar verscheidene ramen sneuvelden tijdens de Tweede Wereldoorlog. Om de mooie preekstoel voor het oorlogsgeweld te behoeden, werd er in die tijd rondom de preekstoel een bunker gebouwd die gevuld werd met droog fijn zand. Deze beschutting werd na de Tweede Wereldoorlog terug weggenomen.
Rond de jaren 50 en 60 was er een belangrijke toename van het aantal glasramen ingevolge schenkingen. In 1965 werd naar aanleiding van het Tweede Vaticaans Concilie een nieuw altaar geplaatst in de viering. Dit altaar was een zeer lichte constructie. Het werd anno 1985 vervangen door het eiken huisaltaar van de grauwzusters uit de Maaldersstraat, die in dat jaar afscheid namen van de parochie.

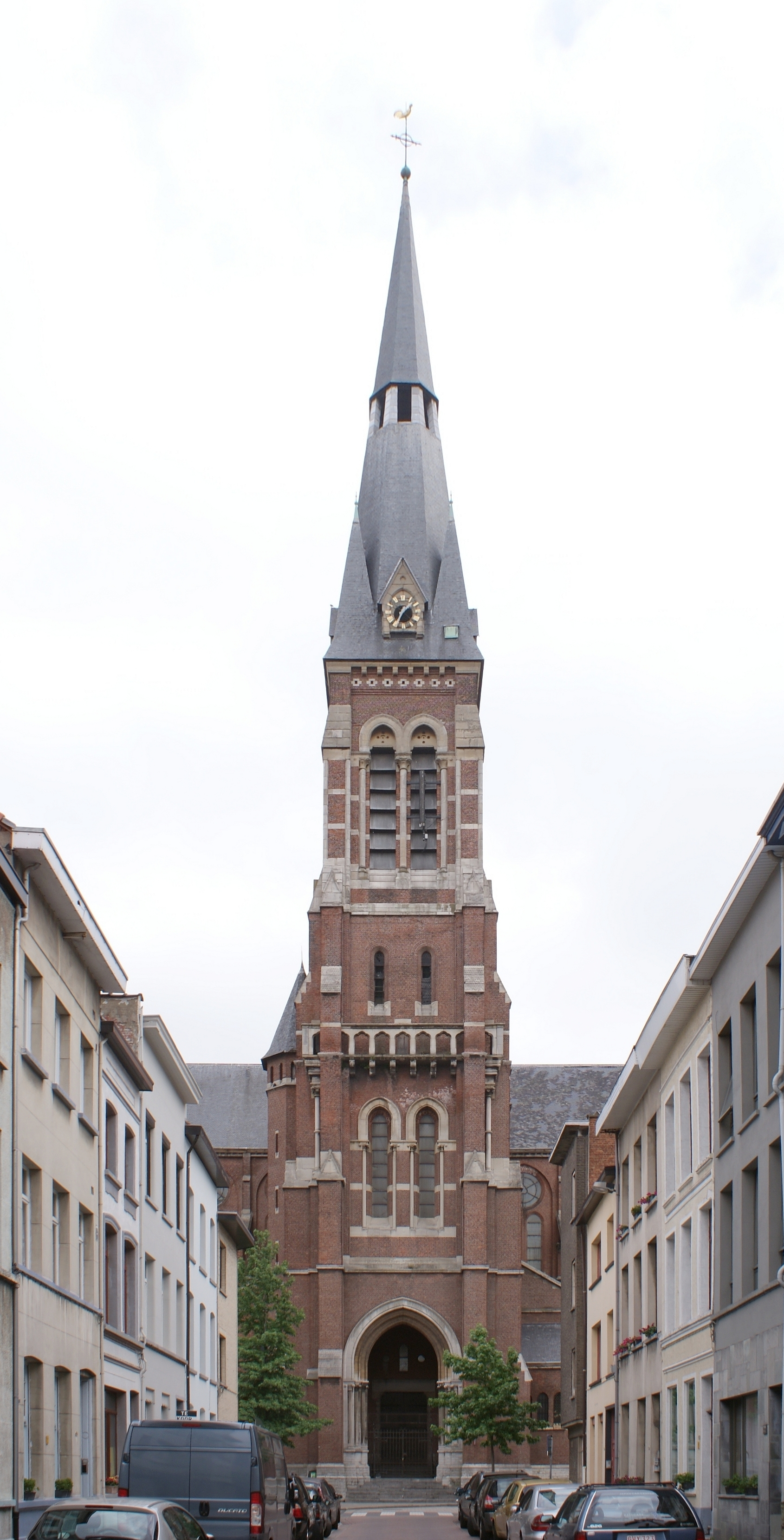
De toren, gezien vanuit de Geraniumstraat.
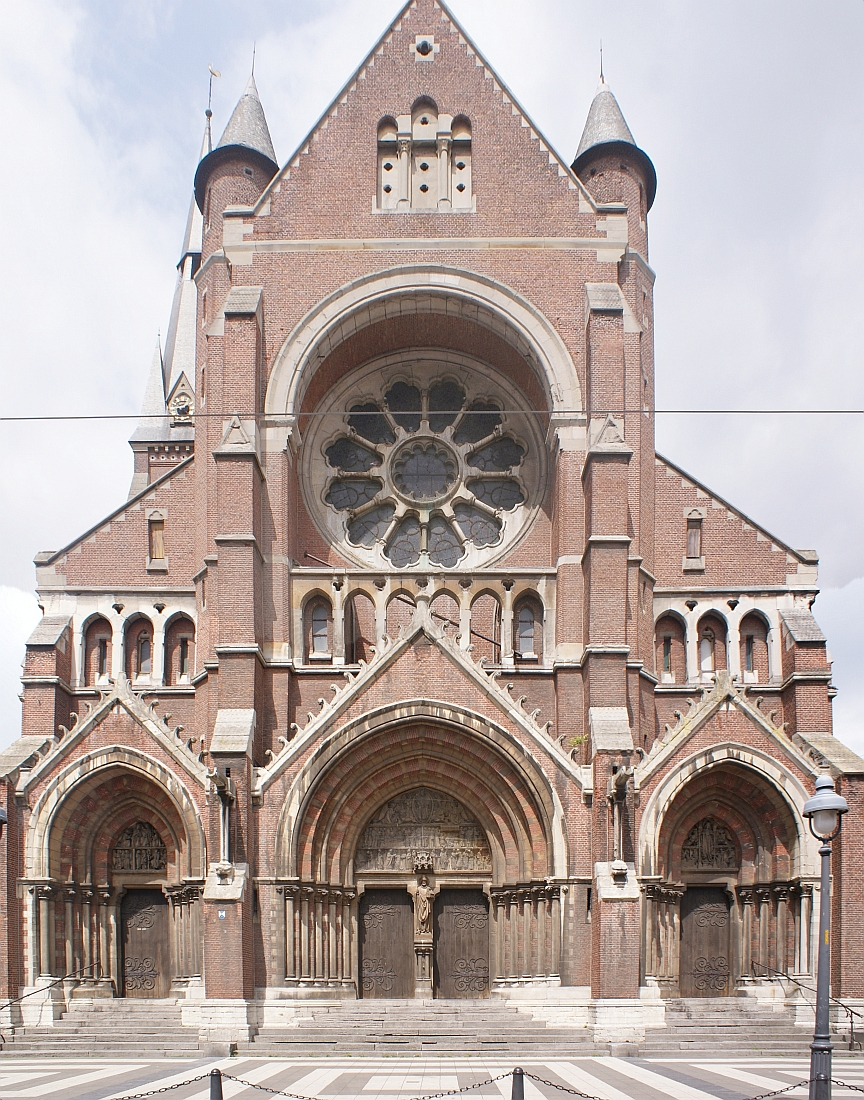
Voorgevel in de Van Kerckhovenstraat.
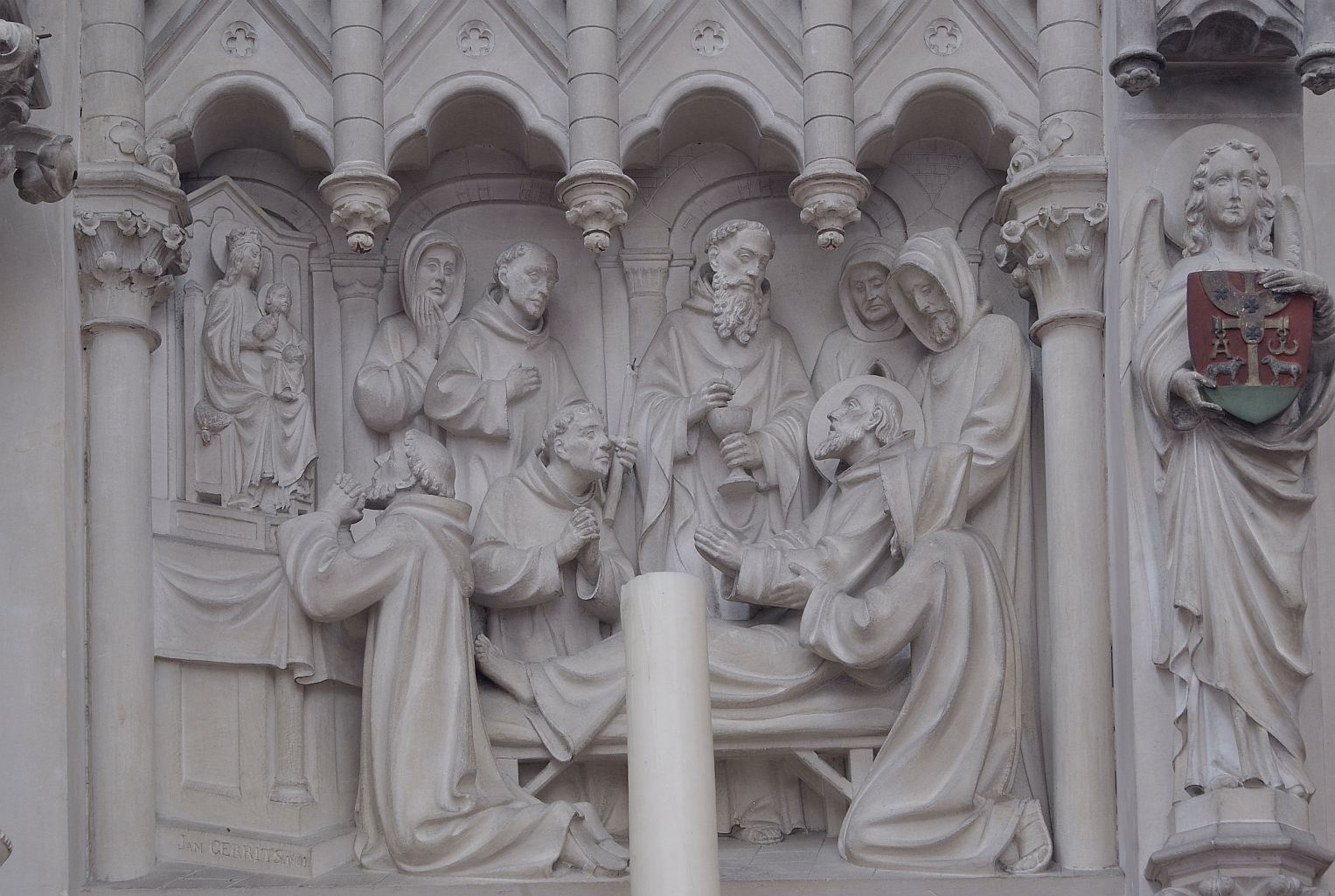
Sint-Amandus op zijn sterfbed (detail van het hoofdaltaar).
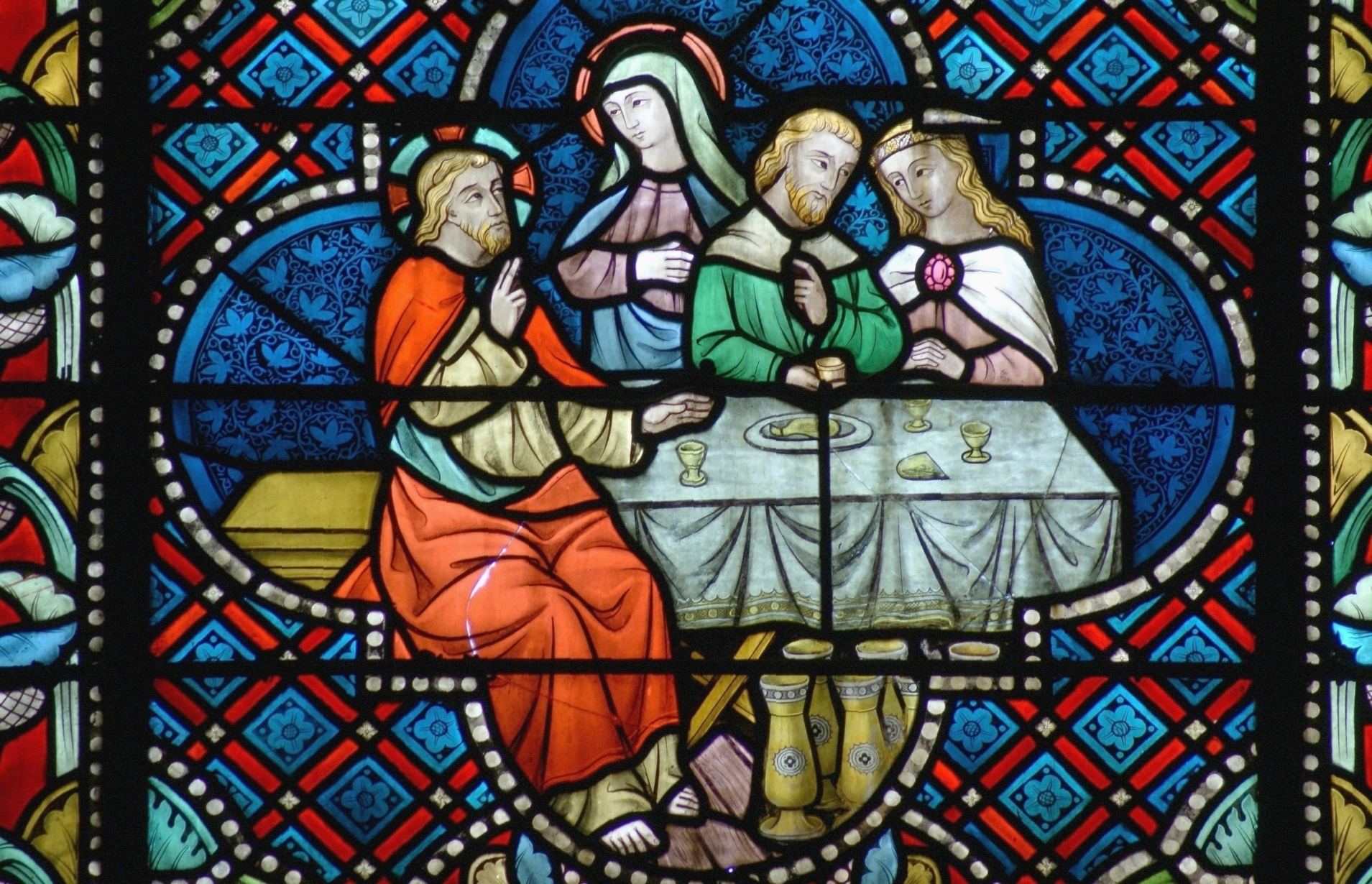
Glas-in-loodraam uit de beginperiode: "Het leven van Christus - De bruiloft te Kanaä", in 1879 gemaakt door glazenier Jean-Baptiste Bethune.